# Campeonato Pan-Americano de Judô de 2013
O XXXVIII Campeonato Pan-Americano de Judô celebrou-se em San José (Costa Rica) entre a 19 e a 20 de abril de 2013 baixo a organização da Confederação Pan-Americana de Judô.
Ao todo disputaram-se dezasseis provas diferentes, oito masculinas e oito femininas.

## Resultados

### Masculino
| Evento  | Ouro                                  | Prata                           | Bronze                                                                |
| ------- | ------------------------------------- | ------------------------------- | --------------------------------------------------------------------- |
| –55 kg  | Kelvin Vásquez · República Dominicana | Adonis Diaz · Estados Unidos    | Cristian Toala · Equador · Armando Maita · Venezuela                  |
| –60 kg  | Felipe Kitadai · Brasil               | Nabor Castillo · México         | Abel Montero · República Dominicana · Nick Kossor · Estados Unidos    |
| –66 kg  | Luiz Revite · Brasil                  | Patrick Gagné · Canadá          | Charles Chibana · Brasil · Bradford Bolen · Estados Unidos            |
| –73 kg  | Nicholas Delpopolo · Estados Unidos   | Magdiel Estrada · Cuba          | Bruno Mendonça · Brasil · Alejandro Clara · Argentina                 |
| –81 kg  | Victor Penalber · Brasil              | Antoine Valois-Fortier · Canadá | Travis Stevens · Estados Unidos · Jonathan Fernandez · Estados Unidos |
| –90 kg  | Asley González · Cuba                 | Tiago Camilo · Brasil           | Alexandre Émond · Canadá · Jacob Larsen · Estados Unidos              |
| –100 kg | Renan Nunes · Brasil                  | José Armenteros · Cuba          | Dilyaver Sheykhislyamov · Canadá · Luciano Corrêa · Brasil            |
| +100 kg | Rafael Carlos da Silva · Brasil       | Óscar Brayson · Cuba            | Ramón Flores · México · Alex García Mendoza · Cuba                    |

### Feminino
| Evento | Ouro                          | Prata                         | Bronze                                                    |
| ------ | ----------------------------- | ----------------------------- | --------------------------------------------------------- |
| –44 kg | Milagres González · Venezuela | Evelyn Rodríguez · Guatemala  | Estefanía Soriano · República Dominicana                  |
| –48 kg | Sarah Menezes · Brasil        | Dayaris Mestre · Cuba         | Paula Pareto · Argentina · Edna Carrillo · México         |
| –52 kg | Yanet Bermoy Acosta · Cuba    | Luz Olvera · México           | Mónica Hernández · México · Érika Miranda · Brasil        |
| –57 kg | Rafaela Silva · Brasil        | Marti Malloy · Estados Unidos | Melissa Rodríguez · Argentina · Ketleyn Quadros · Brasil  |
| –63 kg | Maricet Espinosa · Cuba       | Katherine Campos · Brasil     | Hannah Martin · Estados Unidos · Diana Velasco · Colômbia |
| –70 kg | Kelita Zupancic · Canadá      | Onix Cortês Aldama · Cuba     | Yuri Alvear · Colômbia · Kayla Harrison · Estados Unidos  |
| –78 kg | Mayra Aguiar · Brasil         | Catherine Roberge · Canadá    | Keivi Pinto · Venezuela · Amy Cotton · Canadá             |
| +78 kg | Idalys Ortiz · Cuba           | Heidy Abreu · Cuba            | Melissa Mojica · Porto Rico · Rochele Nunes · Brasil      |

## Medalheiro
| Ordem | País                 | Medalha de ouro | Medalha de prata | Medalha de bronze | Total |
| ----- | -------------------- | --------------- | ---------------- | ----------------- | ----- |
| 1     | Brasil               | 8               | 2                | 6                 | 16    |
| 2     | Cuba                 | 4               | 6                | 1                 | 11    |
| 3     | Canadá               | 1               | 3                | 3                 | 7     |
| 4     | Estados Unidos       | 1               | 2                | 7                 | 10    |
| 5     | República Dominicana | 1               | 0                | 2                 | 3     |
| 5     | Venezuela            | 1               | 0                | 2                 | 3     |
| 7     | México               | 0               | 2                | 3                 | 5     |
| 8     | Guatemala            | 0               | 1                | 0                 | 1     |
| 9     | Argentina            | 0               | 0                | 3                 | 3     |
| 10    | Colômbia             | 0               | 0                | 2                 | 2     |
| 11    | Equador              | 0               | 0                | 1                 | 1     |
| 11    | Porto Rico           | 0               | 0                | 1                 | 1     |
|       | TOTAL                | 16              | 16               | 31                | 63    |